# Thibault Vlietinck
Thibault Vlietinck (Knokke, 19 de agosto de 1997) es un futbolista belga que juega de centrocampista en el Oud-Heverlee Leuven de la Primera División de Bélgica.

## Trayectoria
Vlietinck comenzó su carrera en el filial del Club Brujas, accediendo al primer equipo en 2016. Debutó con el Brujas el 14 de octubre de 2016 contra el Royal Charleroi Sporting Club en la Jupiler Pro League. En la temporada 2018-19 debutó en la Liga de Campeones de la UEFA.
El 12 de agosto de 2020 fue cedido una temporada al Oud-Heverlee Leuven, prorrogándose posteriormente por una segunda campaña. Justo el día que se cumplían dos años de su llegada, el club anunció su fichaje hasta 2026.

## Clubes
| Club                         | País    | Año       |
| ---------------------------- | ------- | --------- |
| Club Brujas                  | Bélgica | 2016-2022 |
| Oud-Heverlee Leuven (cedido) | Bélgica | 2020-2022 |
| Oud-Heverlee Leuven          | Bélgica | 2022-     |

## Palmarés

### Títulos nacionales
| Título                      | Club        | País    | Año     |
| --------------------------- | ----------- | ------- | ------- |
| Primera División de Bélgica | Club Brujas | Bélgica | 2017-18 |
| Supercopa de Bélgica        | Club Brujas | Bélgica | 2018    |
| Primera División de Bélgica | Club Brujas | Bélgica | 2019-20 |